# Mecz Gwiazd PLK 1996
Mecz Gwiazd Polskiej Ligi Koszykówki 1996 – towarzyski mecz koszykówki rozegrany 1 maja 1996 roku w Poznaniu. W spotkaniu wzięli udział czołowi zawodnicy najwyższej klasy rozgrywkowej (I liga) w Polsce. Spotkanie gwiazd odbyło się w konwencji Północ - Południe. Przy okazji spotkania rozegrano także konkursy wsadów oraz rzutów za 3 punkty. 
Głosowanie na najlepszych zawodników zorganizował tygodnik „Basket”. Czytelnicy wypełniali, wycinali i wysyłali kupon ze swoimi typami do redakcji. Na tej podstawie wyłoniono uczestników imprezy.
W trakcie imprezy tygodnik „Basket” nagrodził najlepszego koszykarza oraz koszykarkę rozgrywek 1995/1996. Drogą głosowania czytelnicy przyznali statuetki Dominikowi Tomczykowi oraz Elżbiecie Nowak. Przyznano również i inne nagrody. Tomasz Cielebąk został uznany najlepszym debiutantem w ekstraklasie, Wojciech Krajewski – najlepszym trenerem, a Piotr Kaźmierczak – koszykarską osobowością.

## Konkurs rzutów za 3 punkty
Do rywalizacji o miano najlepszego strzelca przystąpili:
- Andrzej Adamek, Ben Seltzer, Ronnie Battle, Wojciech Królik

Zwycięzcą konkursu został obrońca tytułu, zawodnik II-ligowej Polonii Warszawa – Wojciech Królik.

## Konkurs wsadów
W konkursie zmierzyli się Keith Hughes, Tomasz Jankowski, Martin Eggleston, Mariusz Bacik, Antwon Hoard i Arkadiusz Wieczorek. Wstępnie na liście znajdowali się również Krzysztof Dryja oraz Tyrice Walker, jednak ze względu na urazy nie zdecydowali się wystąpić.
Podczas jednego ze wsadów Antwon Hoard wyrzucił piłkę w powietrze, następnie podszedł do Tyrice Walkera, wziął od niego czapeczkę, założył na głowę, po czym wykonał wsad pod odbiciu się piłki od parkietu. Wsad ten zapewnił mu zwycięstwo.
W wyniku głosowania do udziału w spotkaniu został wybrany Jeffrey Stern z Browarów Tyskich Bobrów Bytom, nie mógł jednak wystąpić, jego miejsce w składzie zajął klubowy kolega Mariusz Sobacki. 
W trakcie trwania samego spotkania miała miejsce nietypowa sytuacja. Nathan Buntin nie został wybrany do składu Południa, mimo to pojawił się na meczu dopingować swoich kolegów. Po jednej z akcji pozwolono mu wykonać dwa rzuty wolne za Mariusza Bacika, z których trafił jeden. W ten sposób został odnotowany wśród strzelców spotkania.
Spotkanie wygrała drużyna Północy, pokonując Południe 181–133, ustanawiając przy okazji rekord imprezy w największej liczbie zdobytych przez jeden zespół punktów. 
- MVP – Tyrice Walker
- Zwycięzca konkursu wsadów – Antwon Hoard
- Zwycięzca konkursu rzutów za 3 punkty – Wojciech Królik

## Składy
Pogrubienie – oznacza zawodnika składu podstawowego
Trener drużyny Północy: Wojciech Krajewski (Nobiles Azoty Włocławek)

Trener drużyny Południa: Teodor Mołłow (Polonia Przemyśl)

Sędziowie: Wiesław Zych, Wacław Woźniewski, Zbigniew Szpilewski
| Północ – 181         | Północ – 181      | Północ – 181             | Północ – 181 | 133 – Południe       | 133 – Południe    | 133 – Południe             | 133 – Południe |
| Zawodnik             | Kraj              | Klub                     | Pkt          | Zawodnik             | Kraj              | Klub                       | Pkt            |
| -------------------- | ----------------- | ------------------------ | ------------ | -------------------- | ----------------- | -------------------------- | -------------- |
| #7 Tyrice Walker     | Stany Zjednoczone | Mazowszanka Pruszków     | 36           | #11 Mariusz Bacik    | Polska            | Browary Tyskie Bobry Bytom | 20             |
| #12 Igor Griszczuk   | Białoruś          | Nobiles Azoty Włocławek  | 18           | #4 Piotr Karolak     | Polska            | TUK Stal Stalowa Wola      | 9              |
| #11 Tomasz Jankowski | Polska            | Nobiles Azoty Włocławek  | 9            | #8 Henryk Wardach    | Polska            | Pogoń Ruda Śląska          | 6              |
| #6 Keith Williams    | Stany Zjednoczone | Komfort Spójnia Stargard | 8            | #13 Joe Daughrity    | Stany Zjednoczone | Browary Tyskie Bobry Bytom | 7              |
| #8 Ronnie Battle     | Stany Zjednoczone | 10,5 Poznań              | 7            | #14 Paweł Szcześniak | Polska            | Zastal Zielona Góra        | 5              |
| #13 Martin Eggleston | Stany Zjednoczone | Komfort Spójnia Stargard | 24           | #6 Roman Rutkowski   | Polska            | Polonia Przemyśl           | 22             |
| #10 Ricky Robinson   | Stany Zjednoczone | AZS Toruń                | 21           | #12 Daryl Thomas     | Stany Zjednoczone | Polonia Przemyśl           | 22             |
| #15 Jamal Faulkner   | Stany Zjednoczone | AZS Toruń                | 20           | #10 Ben Seltzer      | Stany Zjednoczone | Śląsk Wrocław              | 17             |
| #9 Keith Hughes      | Stany Zjednoczone | 10,5 Poznań              | 20           | #15 Mariusz Sobacki  | Polska            | Browary Tyskie Bobry Bytom | 12             |
| #4 Robert Kościuk    | Polska            | Komfort Spójnia Stargard | 8            | #5 Andrzej Adamek    | Polska            | Polonia Przemyśl           | 7              |
| #5 Krzysztof Dryja   | Polska            | Mazowszanka Pruszków     | 6            | #7 Andrzej Pluta     | Polska            | Browary Tyskie Bobry Bytom | 6              |
| #14 Ike Corbin       | Polska            | Nobiles Azoty Włocławek  | 4            | Nathan Buntin        | Stany Zjednoczone | Polonia Przemyśl           | 1              |
|                      |                   |                          |              | #9 Krzysztof Mila    | Polska            | Polonia Przemyśl           | 0              |